# Prologue du Tour d'Italie 2002
Pour un article plus général, voir Tour d'Italie 2002.
Le Prologue du Tour d'Italie 2002 a eu lieu le 11 mai 2002 dans la ville de Groningue aux Pays-Bas sur une distance de 6,5 km. Elle a été remportée par l'Espagnol Juan Carlos Domínguez (Phonak Hearing Systems) devant le Belge Rik Verbrugghe (Lotto-Adecco) et l'Italien Paolo Savoldelli (Index-Alexia Alluminio). Domínguez porte le premier maillot rose de leader du Tour d'Italie à l'issue de l'étape.

## Classement de l'étape
| \| Classement de l'étape \| Classement de l'étape \| Classement de l'étape \| Classement de l'étape \| Classement de l'étape \| \| Coureur \| Coureur \| Pays \| Équipe \| Temps \| \| --------------------- \| --------------------- \| --------------------- \| ---------------------- \| --------------------- \| \| 1er \| Juan Carlos Domínguez \| Espagne \| Phonak Hearing Systems \| 8 min 12 s \| \| 2e \| Rik Verbrugghe \| Belgique \| Lotto-Adecco \| + 1 s \| \| 3e \| Paolo Savoldelli \| Italie \| Index-Alexia Alluminio \| + 4 s \| \| 4e \| Matthias Buxhofer \| Autriche \| Phonak Hearing Systems \| + 8 s \| \| 5e \| Frank Høj \| Danemark \| Team Coast \| + 9 s \| \| 6e \| Davide Rebellin \| Italie \| Gerolsteiner \| + 10 s \| \| 7e \| Grischa Niermann \| Allemagne \| Rabobank \| + 10 s \| \| 8e \| Michael Boogerd \| Pays-Bas \| Rabobank \| + 12 s \| \| 9e \| Carlos Sastre \| Espagne \| CSC-Tiscali \| + 13 s \| \| 10e \| Torsten Hiekmann \| Allemagne \| Telekom \| + 14 s \| |                       |           |                        |            |
| |                       |           |                        |            |
| |                       |           |                        |            |
| Classement de l'étape |                       |           |                        |            |
| Coureur | Coureur               | Pays      | Équipe                 | Temps      |
| 1er | Juan Carlos Domínguez | Espagne   | Phonak Hearing Systems | 8 min 12 s |
| 2e | Rik Verbrugghe        | Belgique  | Lotto-Adecco           | + 1 s      |
| 3e | Paolo Savoldelli      | Italie    | Index-Alexia Alluminio | + 4 s      |
| 4e | Matthias Buxhofer     | Autriche  | Phonak Hearing Systems | + 8 s      |
| 5e | Frank Høj             | Danemark  | Team Coast             | + 9 s      |
| 6e | Davide Rebellin       | Italie    | Gerolsteiner           | + 10 s     |
| 7e | Grischa Niermann      | Allemagne | Rabobank               | + 10 s     |
| 8e | Michael Boogerd       | Pays-Bas  | Rabobank               | + 12 s     |
| 9e | Carlos Sastre         | Espagne   | CSC-Tiscali            | + 13 s     |
| 10e | Torsten Hiekmann      | Allemagne | Telekom                | + 14 s     |

## Classement général
Le classement général de l'épreuve reprend donc le classement de l'étape du jour, Juan Carlos Domínguez (Phonak Hearing Systems) devançant le Belge Rik Verbrugghe (Lotto-Adecco) et l'Italien Paolo Savoldelli (Index-Alexia Alluminio).
| \| Classement général \| Classement général \| Classement général \| Classement général \| Classement général \| \| Coureur \| Coureur \| Pays \| Équipe \| Temps \| \| ------------------ \| --------------------- \| ------------------ \| ---------------------- \| ------------------ \| \| 1er \| Juan Carlos Domínguez \| Espagne \| Phonak Hearing Systems \| 8 min 12 s \| \| 2e \| Rik Verbrugghe \| Belgique \| Lotto-Adecco \| + 1 s \| \| 3e \| Paolo Savoldelli \| Italie \| Index-Alexia Alluminio \| + 4 s \| \| 4e \| Matthias Buxhofer \| Autriche \| Phonak Hearing Systems \| + 8 s \| \| 5e \| Frank Høj \| Danemark \| Team Coast \| + 9 s \| \| 6e \| Davide Rebellin \| Italie \| Gerolsteiner \| + 10 s \| \| 7e \| Grischa Niermann \| Allemagne \| Rabobank \| + 10 s \| \| 8e \| Michael Boogerd \| Pays-Bas \| Rabobank \| + 12 s \| \| 9e \| Carlos Sastre \| Espagne \| CSC-Tiscali \| + 13 s \| \| 10e \| Torsten Hiekmann \| Allemagne \| Telekom \| + 14 s \| |                       |           |                        |            |
| |                       |           |                        |            |
| |                       |           |                        |            |
| Classement général |                       |           |                        |            |
| Coureur | Coureur               | Pays      | Équipe                 | Temps      |
| 1er | Juan Carlos Domínguez | Espagne   | Phonak Hearing Systems | 8 min 12 s |
| 2e | Rik Verbrugghe        | Belgique  | Lotto-Adecco           | + 1 s      |
| 3e | Paolo Savoldelli      | Italie    | Index-Alexia Alluminio | + 4 s      |
| 4e | Matthias Buxhofer     | Autriche  | Phonak Hearing Systems | + 8 s      |
| 5e | Frank Høj             | Danemark  | Team Coast             | + 9 s      |
| 6e | Davide Rebellin       | Italie    | Gerolsteiner           | + 10 s     |
| 7e | Grischa Niermann      | Allemagne | Rabobank               | + 10 s     |
| 8e | Michael Boogerd       | Pays-Bas  | Rabobank               | + 12 s     |
| 9e | Carlos Sastre         | Espagne   | CSC-Tiscali            | + 13 s     |
| 10e | Torsten Hiekmann      | Allemagne | Telekom                | + 14 s     |

## Classements annexes
| Pas de classement à l'issue de l'étape. | Pas de classement à l'issue de l'étape. |